# Хјустон астроси
Хјустон астроси (енгл.  — „Хјустон астронаути”) су амерички професионални бејзбол клуб из Хјустона у Тексасу. Основани су 1962. у склопу проширења МЛБ-а као Хјустон колт 45-ице, а три године касније су променили име у Астроси по узору на нови стадион Астродом. Од 2013. играју у Западној дивизији Америчке лиге.
Током 20. века нису имали много успеха, а своју прву титулу у Конференцији (лиги) су освојили 2005. победом у серији против Сент Луис кардиналса од 4:2 Најуспешнији период екипе је започет у сезони 2017, када су после 12 година освојили своју следећу Конференцију, а након победе од 4:3 над Лос Анђелес доџерсима су освојили и своју прву Светску серију (финале МЛБ). Око две године након те серије је откривено да су Астроси електронским путем уживо крали сигнале између противничких играча, што је изазвало велики скандал у наредним годинама, и узроковало врло негативну реакцију пратилаца МЛБ-а. Клуб је упркос скандалу наставио да игра добро, а 2022. су против Филаделфија филиса победили са 4:2 и освојили своју другу Светску серију.
Од 2000. клуб игра на Минут Мејд парку, а маскота им је од 2012. после паузе поново чупави зеленкасти ванземаљац Орбит.
Од играча српског порекла, од 2010. до 2012. је за њих наступао Брајан Богушевич, који по окончању своје каријере закључно са 11. августом 2023. ради као њихов спортски аналитичар и коментатор.